# Riječka krpica
Riječka krpica, u hrvatskoj historiografiji i pravu, naziv je za umetak kojim je na bečkom dvoru promijenjen izvorni članak 66. Hrvatsko-ugarske nagodbe iz 1868. godine. Time je Rijeka sa svojim kotarom proglašena zasebnim državnopravnim tijelom, te faktično prepuštena Ugarskoj.

## Povijest
Riječka krpica je za naredno razdoblje uredila posebni pravni status Rijeke, koja je 1748. godine bila uključena u Austrijsko primorje (njem. Österreichisches Küstenland, tal. Litorale Austriaco, slo. Avstrijsko primorje), koje je izuzimanjem dijelova raznih kraljevina i markgrofovija bilo ustrojeno 1748. godine,  s Rijekom i Trstom kao glavnim lukama. Odlukom carice Marije Terezije od 9. kolovoza 1776. godine je Rijeka bila izuzeta iz Austrijskog primorja i uključena kao dio Severinske županije, unutar Banske Hrvatske. Car Josip II. je, potom, u daljnoj reformi teritorijalnog ustroja već 1786. ukinuo Severinsku županiju, a od riječkoga, bakarskoga i vinodolskoga kotara stvorio jedinicu Ugarsko primorje (Littorale Ungarico) pod izravnom upravom Pešte; jedino je u sudskim poslovima područje i dalje bilo podvrgnuto Zagrebu. Od 1809. godine je Rijeka opet bila izvan sastava Zemalja Krune Svetog Stjepana, najprije do 1813. u sastavu Napoleonovih Ilirskih provincija, a potom do 1822. godine pod izravnom upravom Beča u sklopu Kraljevine Ilirije. Nejasni status Rijeke nastavio se do Mađarske revolucije 1848. godine, kada ban Josip Jelačić uspostavlja vlast Hrvatske nad gradom. Car Franjo Josip novo stanje proglašava službeno 7. travnja 1850. g. riječima: "Kraljevine Hrvatsku i Slavoniju, uklopno s hrvatskim Primorjem i s gradom Rijekom zajedno sa zemljištem njegovim, uvrstili smo paragrafom 1. i 73. državnog ustava, posve nezavisno od Ugarske, među krunovine našeg carstva." 
U vrijeme teških pregovora oko sklapanja Austro-ugarske nagodbe 1867. godine mađarsko je vodstvo vidilo priliku da si (ponovo) osigura vlast nad Rijekom - za što su Mađari nalazili potporu u redovima riječkog građanstva, u velikom dijelu sastavljenom od obitelji talijanske kulture i mješovitog etničkog podrijetla - na što međutim hrvatsko državno vodstvo nikako nije htjelo prihvatiti.
Kako bi se moglo stvoriti dvojnu austrijsko-mađarsku nagodbu, u kojoj bi Hrvatska imala status kraljevine, ali ipak u sastavu Zemalja Krune sv. Stjepana, Franjo Josip I. je raspustio Hrvatski sabor, a izaslanstvu već raspuštenog Hrvatskog sabora su nametnuti teški uvjeti. Međutim hrvatski predstavnici čak ni tada nisu htjeli pristati na mađarske zahtjeve u svezi Rijeke, pa je Car nakon što je hrvatski tekst već bio potpisan, napisao prijedlog Saborima Hrvatske i Mađarske - stajući u hrvatsko-mađarskom sporu otvoreno na mađarsku stranu - da je navodno nastao nesporazum oko finalnog teksta Hrvatsko-Ugarske nagodbe, te da je nužno u nagodbi spomenuti  ‘da grad Rieka sa njegovom lukom i kotarom posebno, kruni ugarskoj pripadajuće tielo sačinjava’. Taj potpisani prijedlog Car nije nikad poslao adresatima; međutim je ili on ili netko s mađarske strane na već potpisanom hrvatskom tekstu sporazuma nalijepiti karticu ('krpicu') s izmjenama članka 66., gdje se sada propisivalo:
1. Sve ono zemljište, koje sada skupa s gradom i kotarom bakarski pada županiji riečkoj, s izuzećem grada i kotara riečkoga, koji grad, luka i kotar sačinjavaju posebno s ugarskom krunom spojeno tielo (separatum sacrae regni coronae adnexum corpus) i glede kojega kao takova, posebne autonomije i na nju protežućih se zakonodavnih i upravnih odnošaja uredjenja, imat će se putem odborskih razprava izmedju sabora kraljevine Ugarske i sabora kraljevina Hrvatske, Slavonije i Dalmacije i grada Rieke obće sporazumljenje postići.

Na dokumentu se ispod prelijepljenog papirića može i danas na jačoj svjetlosti pročitati izvorni tekst čl. 66., koji je glasio
1. Savkolik prostor, koji za sada skupa s gradom Bakrom i njegovim kotarom riečkoj županiji pripada, izuzamši grada Rieke i njegov kotar, glede kojih među oba kraljevinska odbora nagodba uspjela nije.

Tako vidimo da su u obje varijante čl. 66. god. Rijeka i njen kotar označeni kao sporno područje, ali je falsificirana verzija s 'krpice' sadržavala važan dodatak da "grad, luka i kotar sačinjavaju posebno s ugarskom krunom spojeno tielo (separatum sacrae regni coronae adnexum corpus) .... posebne autonomije i na nju protežućih se zakonodavnih i upravnih odnošaja" valja pregovarati između Hrvatske i Mađarske: time bi proizlazilo da bi Rijeka u svakom slučaju morala imati posebnu autonomiju, neovisno o budućim pregovorima između Rijeke i Zagreba.
Novi saziv Hrvatskog sabora je potom 18. studenoga 1867. godine potvrdio (kao i Sabor Mađarske), u neznanju o falsifikatu izvršenom u dvorskoj kancelariji. Mađarski tekst je uredno prepisan s izmijenjenim člankom 66. (tj. na mađarskoj verziji izmjena nije izvršena lijepljenjem 'krpice'), pa je onda ostala neobična činjenica da je mađarski tekst Car sankcionirao nekoliko dana nakon hrvatske verzije.
S obzirom na to da ni čl. 66. Hrvatsko–Ugarske nagodbe nije predviđao da bi Rijeka bila baš dio Mađarske, nego ju je označavao kao sporno pitanje, Hrvatski sabor je odmah sljedeći dan nakon prihvaćanja Nagodbe imenovao povjerenstvo radi postizanja "obćega sporazumljenja" između Ugarske i Hrvatske, koje je bilo predviđeno u čl. 66. Nagodbe. Pregovori su u Pešti otpočeli u svibnju 1869. godine, a u prosincu iste godine su neuspješno okončani "zahtjevom" slabije hrvatske strane da Rijekom do razriješenja spora upravlja Pešta. Taj je provizorij trajao sve do raspada Austro–Ugarske 1918. godine, te je od 1868. do 1918. godine Rijeka bila čvrsto pod upravom Mađarske.

## Vanjske poveznice
- Tekst Hrvatsko-ugarske nagodbe iz 1868.  Arhivirana inačica izvorne stranice od 29. rujna 2007. (Wayback Machine)
- “Riječka krpica” 1868. godine i uvjeti za njezino naljepljivanje na Hrvatsko-ugarsku nagodbu, Maja Polić, Rijeka, Vol.15 No.1 Lipanj 2010.